# Bat-Ouwe-Zate
Bat-Ouwe-Zate, ook bekend als het kasteel [van] Hallo en het kasteel aan de Lindenberg, was een zeer groot kasteelachtig wooncomplex in de Benedenstad van Nijmegen. Het werd in 1858-1859 gebouwd door Franciscus Johannes Hallo, een rijke particulier. Het is iets minder dan een eeuw later, in 1954, weer afgebroken. 
De locatie ervan komt grotendeels overeen met waar tegenwoordig het cultureel centrum De Lindenberg aan de Ridderstraat is.

## Naam
De naam is mogelijk een verbastering van "Betuwe-Zate". Zelf beweerde de oorspronkelijke bouwer dat de naam "Op goede grond gelegen woonlocatie" betekende.

## Totstandkoming van het complex
Hallo was een zeer rijke gasmagnaat uit Amsterdam (ook bekend als de uitvinder van het Hallogas), die zich op 3 november 1857 in Nijmegen had gevestigd. Hij besloot om hier dit wooncomplex neer te zetten. In de zomer van 1858 had hij een deel van de toenmalige Strikstraat opgekocht. Hallo's zoon begon op 28 augustus 1858 met de bouw. In slechts zes maanden tijd werd het hele gebouw voltooid, waarbij 300 arbeiders waren ingeschakeld. Op 15 maart 1859 legde F.J. Hallo zelf de laatste steen, waarna hij er op 1 oktober van dat jaar zijn intrek nam. In mei 1860 vertrok hij hier echter alweer wegens financiële moeilijkheden; hij zou hierna nooit meer in Nijmegen terugkomen.
De totale bouwkosten bedroegen 200.655 gulden, een voor die tijd astronomisch bedrag. Omwille van de bouw van het complex moesten onder meer 24 huizen verdwijnen evenals een aantal schuren en hutten. Ook moesten de laatste acht linden, waaraan de straat Lindenberg zijn naam had te danken, het veld ruimen.

## Architectuur
Het complex telde maar liefst 85 kamers, naast talloze uitkijktorens. Het had ook een oranjerie en een klokkentoren met negen verdiepingen. De luidklok woog 700 pond. Het uurwerk hiervan was ontworpen door H.G.P. Romberg en dit gaf ook 's nachts licht dankzij gaspijpen.
De kwaliteit van de bouwstructuur bleek achteraf slecht te zijn.

## Ligging
Het bouwwerk nam veel ruimte in. Een deel ervan stond aan de straat Lindenberg, niet ver van het Valkhof. Ertegenover lag de Sociëteit Burgerlust. Bat-Ouwe-Zate nam bovendien een deel in van de toenmalige Strikstraat (die speciaal ten behoeve van de bouw werd ingekort) en Duivengas.

## Verschillende functies
Franciscus Hallo heeft zelf maar korte tijd zijn intrek in dit wooncomplex gehad, mogelijk niet meer dan enkele maanden. In 1861 vertrok hij alweer uit Nijmegen. Tien jaar later kocht in eerste instantie de Arnhemse zakenman Abraham Emanuel Cohen Bat-Ouwe-Zate over. 
Het complex deed hierna gedurende een paar jaar dienst als internaat voor meisjes, waarna het voor 40.000  gulden (de waarde was inmiddels flink gedaald) werd overgenomen door de Ursulinen. De merkwaardige klokkentoren verdween en de oranjerie werd omgevormd tot een kloosterkapel. In de periode 1903-1913 hadden de Zusters van Sacré-Coeur er een pensionaat. 
Op 1 augustus 1914 namen de Auxiliatricen van de Zielen in het Vagevuur hun plaats in. Dit leverde hun de bijnaam "zusters van Hallo" op.

## Ontvangst
De reacties op het bouwwerk waren gemengd. Het werd wel een "suikerkasteel" genoemd, mede vanwege alle tierelantijnen, zoals de kantelen en ornamenten.
Bat-Ouwe-Zate is achteraf door Kees Moerbeek omschreven als "ongetwijfeld het eigenaardigste gebouw dat Nederland ooit gehad heeft".

## Sloop
Bat-Ouwe-Zate raakte na de overname door de zusters steeds meer in verval. Het complex liep ook schade op tijdens de Tweede Wereldoorlog. In 1954 werd het  door de gemeente Nijmegen opgekocht. Nog datzelfde jaar werd het geheel gesloopt, ten behoeve van de keermuur Groene Balkon. 
Begin jaren 70 is op deze plek het cultureel centrum verrezen. De rechtstreekse verbinding van het gebied met de Waalkade, die met de aanleg van het Groene Balkon was weggevallen, is pas in 1989 weer hersteld, met de Veerpoorttrappen.
De allereerste steen van Bat-Ouwe-Zate is na de sloop van het pand nog lange tijd in bezit geweest van de familie Hallo, en uiteindelijk in 2010 in handen van de gemeente Nijmegen gekomen.

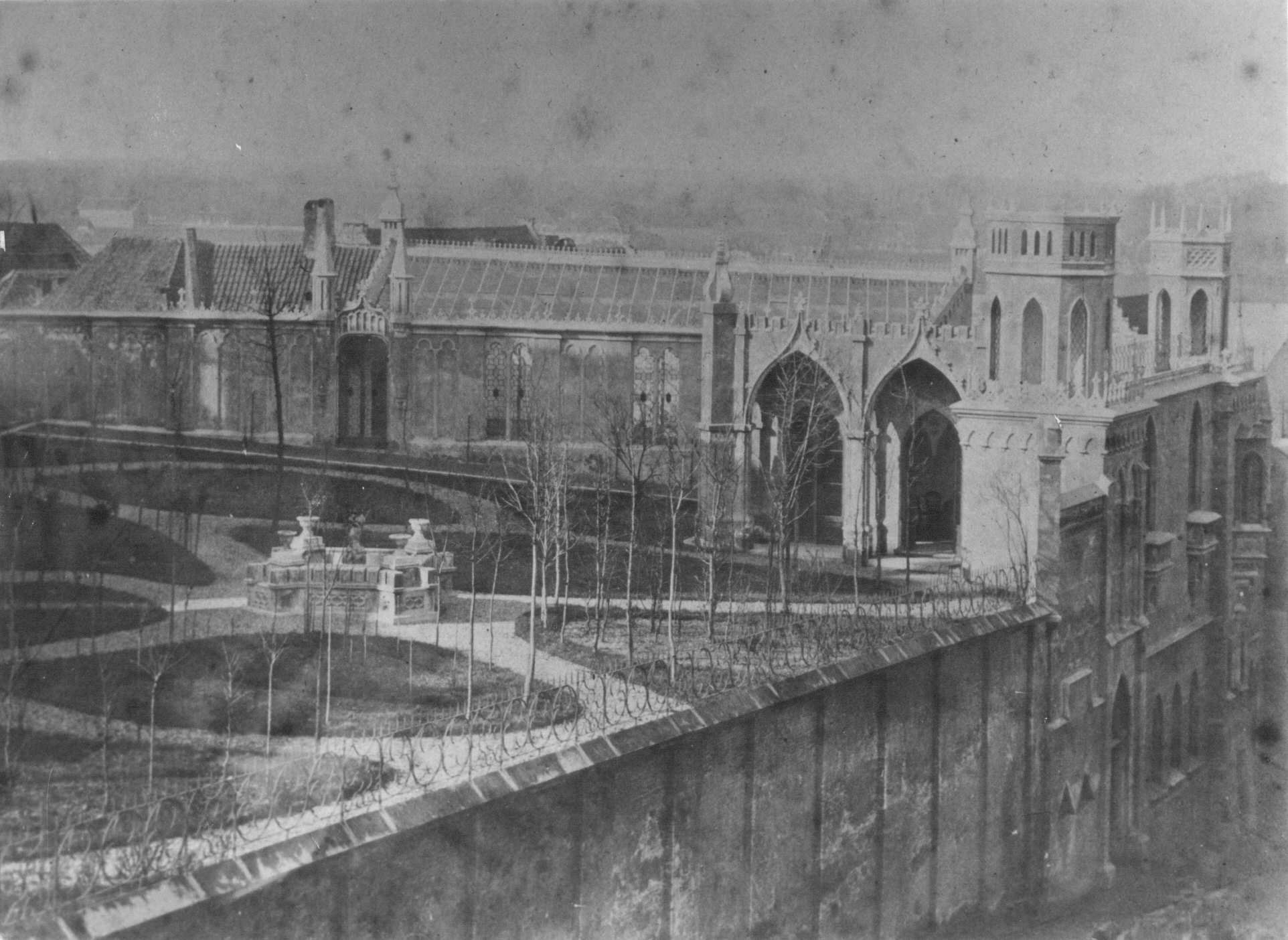
Bat-Ouwe-Zate vanuit de tuin van de Sociëteit Burgerlust
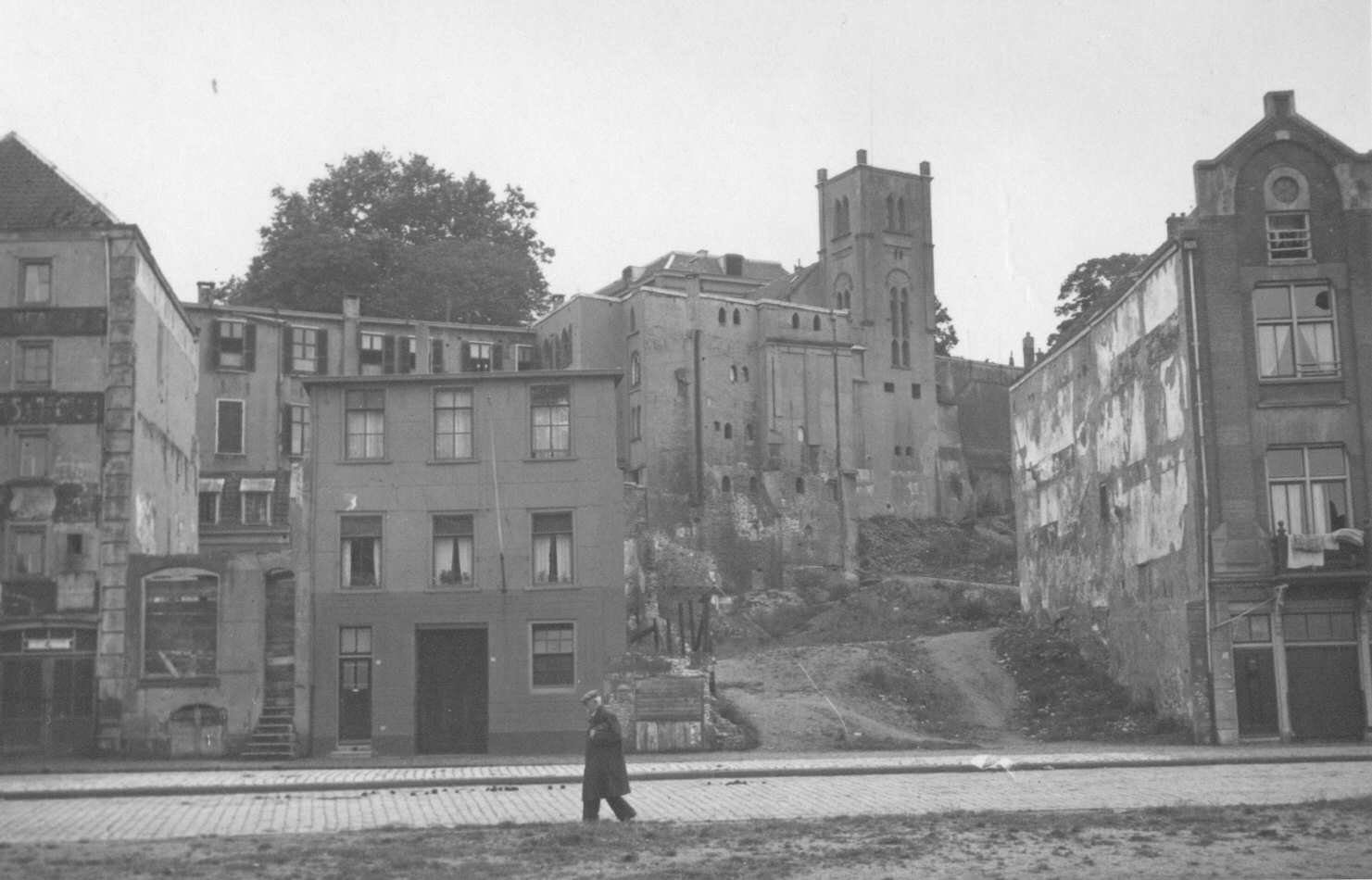
Het complex (hier op de achtergrond) in 1943